# خانه داوری
خانهٔ داوری؛ نام خانه‌ای تاریخی مربوط به اوایل دورهٔ پهلوی است و در شهرستان مشهد، شهر مشهد، خیابان خسروی، کوچهٔ پاساژ خیام، پلاک ۲ واقع شده و این اثر در تاریخ ۲۵ آبان ۱۳۸۴ با شمارهٔ ثبت ۱۳۸۷۸ به‌عنوان یکی از آثار ملی ایران به ثبت رسیده‌است.